# Campephilus leucopogon
El picamaderos dorsiblanco, carpintero lomo blanco, Ypekû akâ pytâ (Campephilus leucopogon) es una especie de ave de la familia de los pájaros carpinteros. Habita en Brasil, Paraguay, Bolivia, Uruguay y Argentina, en zonas de bosques y sabanas de tipo chaqueño, y yungas.
Esta especie mide alrededor de 28 cm de longitud. Es negro en el vientre, con tapadas canela y un triángulo color crema en el dorso. Tiene capuchón rojo, iris amarillo y malar negro y crema. La hembra presenta el frente del copete negro.
Se alimenta principalmente de larvas y escarabajos. Anidan en árboles, y las hembras ponen varios huevos blanco brillante.
El canto de la especie es característico, un fuerte “ptsiú”. Como muchas especies de Campephilus, golpea los árboles fuerte y con un ritmo de dos golpes.